# Europameisterschaften 2028
Als Europameisterschaft 2028, auch EM 2028, Euro 2028, bezeichnet man folgende Europameisterschaften, die im Jahr 2028 stattfinden sollen:
- Fußball-Europameisterschaft 2028
- Handball-Europameisterschaft der Frauen 2028
- Handball-Europameisterschaft der Männer 2028
- Leichtathletik-Europameisterschaften 2028